# بنت کروگ
بنت کروگ (دانمارکی: Bent Krog; ۳۱ مارس ۱۹۳۵ – ۱۳ اوت ۲۰۰۴) بازیکن فوتبال اهل دانمارک بود.
وی همچنین در تیم ملی فوتبال دانمارک بازی کرده‌است.